# Villa Saporiti
La villa Saporiti est une villa éclectique située dans la commune de Piverone au Piémont.

## Histoire
La villa fut construite en 1920 à la demande de Giuseppe Saporiti, un riche entrepreneur dans l'industrie de la construction originaire de Varèse, actif entre l'Italie et la France pendant la première moitié du XXe siècle.

## Description
La villa se dresse en position panoramique avec vue sur le lac de Viverone. Le bâtiment, qui présente un style éclectique aux influences de l'Art nouveau et du maniérisme. Des statues de dragon décorent sa tour d'angle, qui termine avec une loggia.